# Kate DiCamillo
Katrina Elizabeth DiCamillo (Filadelfia, 25 de marzo de 1964) es una escritora estadounidense, reconocida por sus novelas de temática infantil que involucran habitualmente animales. Es una de las seis personas que lograron ganar varias Medallas Newbery, galardones obtenidos por sus novelas The Tale of Despereaux (2003) y Flora & Ulysses (2013). Su obra infantil más reconocida es la serie de Mercy Watson, ilustrada por Chris Van Dusen.
DiCamillo fue la embajadora estadounidense de la literatura infantil, nombrada por la Biblioteca del Congreso de Estados Unidos entre 2014 y 2015.

## Obra

### Novelas
- Because of Winn-Dixie (2000)
- The Tiger Rising (2001)
- The Tale of Despereaux (2003), ilustrada por Timothy Basil Ering
- The Miraculous Journey of Edward Tulane (2006), ilustrada por Bagram Ibatoulline
- The Magician's Elephant (2009), ilustrada por Yoko Tanaka
- Flora & Ulysses: The Illuminated Adventures (2013), ilustrada por K. G. Campbell
- Raymie Nightingale (2016)
- Louisiana's Way Home (2018), ilustrada por Amy June Bates[5][6]

### Series
- Bink & Gollie (2010)
- Bink & Gollie: Two for One (2012)
- Bink & Gollie: Best Friends Forever (2013)
- Mercy Watson to the Rescue (2005)
- Mercy Watson Goes for a Ride (2006)
- Mercy Watson Fights Crime (2006)
- Mercy Watson: Princess in Disguise (2007)
- Mercy Watson Thinks Like a Pig (2008)
- Mercy Watson: Something Wonky This Way Comes (2009)